# Pedro de Valdivia
Pedro de Valdivia (ur. 1497 w Badajoz, Hiszpania, zm. 25 grudnia 1553 w Tucapel, Chile) – hiszpański konkwistador, towarzysz Francisca Pizarra w podboju Peru i pierwszy królewski gubernator Chile. Założyciel pierwszych chilijskich miast m.in. Santiago de Chile (1541), Concepción (1550) i Valdivii (1552).

## Życiorys
W rok po opuszczeniu Peru, Pedro de Valdivia dotarł do doliny Mapocho i w 1541 założył miasto Chile. Prawdopodobnie lokalizację dla miasta wskazała jego kochanka Inés Suárez. Ataki Indian z plemienia Araukanów zagrażały nowemu miastu, ale Hiszpanie zdołali się oprzeć atakom dzięki determinacji Inés Suárez. Valdivia posuwał się na południe zakładając kolejno Concepción, Valdivię i Villarrikę. Podporządkował sobie także środkowe Chile, ale jego następcy jeszcze przez trzy stulecia musieli się borykać ze stawiającymi opór Araukanami. Valdivia nagradzał lojalistów nadając im ziemię, w ten sposób powstały wielkie latyfundia, z których wiele pozostało w stanie nienaruszonym aż do lat 60. XX wieku.
W 1553 r. Pedro de Valdivia po powrocie z Peru, gdzie dzięki opowieściom o rzekomych bogactwach Chile, zebrał ochotników do dalszej kolonizacji, udał się na inspekcję fortów budowanych wzdłuż chilijskiego wybrzeża, dla wzmocnienia panowania Hiszpanów nad tymi terenami. Miejscowi Indianie – Araukanie – nie złożyli jednak broni i podczas pobytu Valdivii w Tucapel przypuścili atak. Rozegrała się zacięta bitwa, w której Hiszpanie ponieśli sromotną klęskę. Kiedy Valdivia dostał się do niewoli, nasycili go złotem w ten sposób, że urządzili zgromadzonemu ludowi uroczystą ucztę, na zakończenie której wlali Valdivii do ust czarę roztopionego złota. Potem nieszczęśnika nadziano na pal, wycięto mu serce i zjedzono je.